# I Dig Everything
"I Dig Everything" é um single do músico britânico David Bowie lançado em 1966. 34 anos após seu lançamento original, a canção foi regravada por Bowie para o álbum Toy, cujo lançamento foi cancelado.